# Helmar Stiehler
Helmar Stiehler (* in Leipzig) ist ein deutscher Cellist und Musikpädagoge.
Stiehler begann im Alter von acht Jahren Cello zu spielen. Er studierte an der Hochschule für Musik und Theater München bei Walter Reichardt und schloss dessen Meisterklasse mit Auszeichnung ab. Während des Studiums gewann er Erste Preise bei der Bundesauswahl für Konzerte junger Künstler und beim Internationalen Musikwettbewerb in Bordeaux. Nach dem Studium besuchte er Meisterkurse u. a. bei André Navarra. 1974 erhielt er den Bayerischen Staatsförderpreis für Junge Künstler.
Von 1969 bis 1971 war er Solocellist an der Oper Frankfurt, dann bis 1974 an der Bayerischen Staatsoper und seit 1974 bei den Münchner Philharmonikern. Mit den Münchner Philharmonikern führte er auch Cellokonzerte u. a. unter der Leitung von Rudolf Kempe, Christoph Eschenbach, Karl Richter und Sergiu Celibidache auf. Als Kammermusiker war er Mitglied des Consortium Classicum, des Koeckert-Quartetts und des Stuttgarter Klaviertrios und hatte auch zahlreiche Auftritte im Ausland. Seit 1980 ist Stiehler Professor für Cello an der Hochschule für Musik und Theater München.